# Armoiries de la Transnistrie
L'emblème de la Transnistrie est l'emblème national de la République moldave du Dniestr, communément appelée Transnistrie.

## Histoire
L'emblème est une version modifiée de celui de la République socialiste soviétique de Moldavie qui a été adopté par le gouvernement de la République moldave du Dniestr après l'éclatement de l'URSS en 1991 et la proclamation de son indépendance vis-à-vis de la Moldavie.

## Description
Dans la partie centrale sont représentés la faucille et le marteau, situés au-dessus d'un fleuve et d'un lever de soleil. Ces éléments sont entourés d'une couronne composée d'épis de blé, de maïs et des grappes de vigne. Dans une ceinture apparaît la dénomination officielle du pays (Republique moldave de Transnistrie) en russe, moldave et ukrainien, le tout est surmonté d'une étoile rouge.